# نوراتا
نوراتا هي مدينة ومركز مقاطعة نوراتا في ولاية نواوي في أوزبكستان.